# Isa Warps
Isa Warps (Eindhoven, 3 juni 2005) is een voetbalspeelster uit Nederland. Ze speelde als middenvelder voor KRC Genk en NAC Breda en komt sinds 2025 als international uit voor Indonesië.

## Clubcarrière
Warps begon haar voetbalcarrière bij VV DBS in Eindhoven. In haar geboortestad kwam ze eveneens uit voor FC Eindhoven AV. Vervolgens voetbalde ze in een jongensteam van RKSV Nuenen totdat ze werd gescout door het Belgische KRC Genk. In het seizoen 2023/24 ze voor het B-team van KRC Genk 17 wedstrijden waarin ze acht keer tot scoren kwam. Ook maakte ze haar debuut voor de hoofdmacht in de Super League. Warps kwam in de eerste seizoenshelft van het seizoen 2024/25 tot 15 wedstrijden en zes doelpunten voor het tweede elftal van KRC Genk. Ook maakte ze eenmaal haar opwachting in het eerste elftal. In de winterstop van het seizoen 2024/25 keerde Warps terug naar Nederland waar ze een contract tot het einde van het seizoen 2024/25 tekende bij NAC Breda. Ze maakte haar debuut voor de club uit Breda in een met 4-1 gewonnen wedstrijd tegen Jong ADO Den Haag. In diezelfde wedstrijd gaf Warps de assist op de 4-1 van Kim Hendriks. Een paar maanden later verliet Warps NAC Breda.

## Statistieken
| Seizoen | Club      | Land      | Competitie             | Wedstrijden | Doelpunten |
| ------- | --------- | --------- | ---------------------- | ----------- | ---------- |
| 2023/24 | KRC Genk  | België    | Super League           | 1           | 0          |
| 2024/25 | KRC Genk  | België    | Super League           | 1           | 0          |
| 2024/25 | NAC Breda | Nederland | Vrouwen Eerste divisie | 1           | 0          |
| Totaal  | Totaal    | Totaal    | Totaal                 | 3           | 0          |

Laatste update: 16 juni 2025

## Interlandcarrière
Warps komt sinds mei 2025 als international voor Indonesië uit. Ze is gerechtigd om voor het Aziatische land uit te komen, omdat haar oma in Padang op Sumatra is geboren.
Warps maakte haar debuut voor Indonesië op 1 juli 2025 in een wedstrijd tegen Kirgizië. In diezelfde wedstrijd maakte ze gelijk haar eerste interlanddoelpunt door het enige doelpunt in de wedstrijd te maken.